# Élection gouvernorale bachkire de 2024
L'élection gouvernorale bachkire de 2024 a lieu du 6 au 8 septembre 2024 lors des infranationales russes afin d'élire le chef de la Bachkirie, l'une des 22 républiques de la fédération de russie. Le chef sortant Radi Khabirov brigue un second mandat. 

## Contexte
En octobre 2018, Roustem Khamitov, chef de la Bachkirie depuis deux mandats, a annoncé sa démission pour raisons personnelles. Le président Vladimir Poutine a approuvé la démission de Khamitov et a nommé le maire de Krasnogorsk, Radi Khabirov, nouveau chef par intérim de la Bachkirie. Khabirov a précédemment été chef de cabinet de l'ancien président bachkir Mourtaza Rakhimov en 2003-2008, puis a quitté la république pour travailler pour l'administration présidentielle de Russie.
Khabirov s'est présenté pour un mandat complet en tant que candidat de Russie unie et a facilement remporté les élections de 2019 avec 82,02 % des voix. Son plus proche opposant, Iounir Koutlougouzhin (KPRF), membre de l'Assemblée de la république, n'a obtenu que 6,89 %, tandis que les six candidats restants se partageaient le reste des 10,17 % combinés. D'après Golos, une ONG russe, au moins 640 000 voix frauduleuses ont été attribuées à Khabirov lors de l'élection.
Malgré les protestations écologiques et le conflit présumé avec le clan de l'ancien président Rakhimov, il a été attribué à Khabirov la croissance industrielle et l'attraction des investissements dans la république. Sous la direction de Khabirov, la Bachkirie est également devenu l'une des rares régions où Russie unie a amélioré ses résultats aux élections législatives russes de 2021 (en hausse de 10 points par rapport aux élections de 2016). Khabirov a également mené la liste de Russie unie lors des élections à l'Assemblée de la réopublique de 2023, où le parti au pouvoir a obtenu 68,92 % des voix, améliorant son résultat précédent de 10,6 points et gagnant 8 sièges supplémentaires. 
Au début de son mandat, Khabirov a été confronté à des manifestations écologiques à grande échelle en août 2020, lorsque des militants se sont opposés à l'exploitation minière du calcaire sur la montagne protégée de Kushtau. Jusqu'à 3 000 personnes ont participé aux manifestations sur le site, qui ont finalement abouti à l'arrêt de l'exploitation minière et à un statut protégé pour Kushtau. Une autre série de manifestations a eu lieu en janvier 2024 à Baïmak et à Oufa, lorsqu'environ 5 000 à 10 000 personnes ont protesté contre l'emprisonnement du militant Fail Alsynov, qui faisait partie des dirigeants des manifestations de Kushtau. Après ces manifestations de 2024, Radio Free Europe/Radio Liberty rapporte que la côte de Khabriov a considérablement chuté en Bachkirie.
En avril 2024, lors d'une réunion avec le président Vladimir Poutine, le chef Khabirov a annoncé son intention de briguer un second mandat et a reçu le soutien de Poutine.  
Sinon, l'actualité russe est marquée par l'invasion russe de l'Ukraine depuis 2022 ainsi que par la réélection de par Vladimir Poutine en mars 2024.

## Système électoral
Le chef est élu au scrutin uninominal majoritaire à deux tours pour un mandat de cinq ans. Est déclaré élu le candidat ayant recueilli la majorité absolue au premier tour. À défaut, les deux candidats arrivés en tête s'affrontent au second tour, et celui recueillant le plus de voix l'emporte. 

## Candidats
En Bachkirie, les candidats ne peuvent être nommés que par des partis politiques enregistrés. Le candidat à la tête de la république doit être citoyen russe et âgé d'au moins 30 ans. Les candidats à la tête ne doivent pas avoir de citoyenneté étrangère ni de permis de séjour. Chaque candidat, pour être inscrit, doit recueillir au moins 5% des signatures des membres et chefs de municipalités. Les candidats présentent également 3 candidatures au Conseil de la fédération et le vainqueur de l'élection nomme plus tard l'un des candidats présentés.

## Résultats
| Candidats                | Candidats                | Partis                   | Votes     | %     |
| ------------------------ | ------------------------ | ------------------------ | --------- | ----- |
|                          | Radi Khabirov            | Russie unie              | 1 724 962 | 80,21 |
|                          | Artur Shaynurov          | Parti communiste         | 149 492   | 6,95  |
|                          | Ivan Sukharev            | Parti libéral-démocrate  | 107 127   | 4,98  |
|                          | Vladimir Nagorny         | Russie juste             | 91 585    | 4,26  |
|                          | Ilshat Timeryanov        | Nouvelles personnes      | 55 973    | 2,60  |
|                          |                          |                          |           |       |
| Votes valides            | Votes valides            | Votes valides            | 2 129 139 | 99,00 |
| Votes blancs et nuls     | Votes blancs et nuls     | Votes blancs et nuls     | 21 507    | 1,00  |
| Total                    | Total                    | Total                    | 2 150 646 | 100   |
| Abstention               | Abstention               | Abstention               | 826 380   | 27,76 |
| Inscrits / participation | Inscrits / participation | Inscrits / participation | 2 977 026 | 72,24 |